# 페어루자 발크
페어루자 발크(Fairuza Balk, 1974년 5월 21일 ~ )는 미국의 배우이다.

## 참여 작품

### 영화
- 오즈의 마법사 (1985년 영화)
- 발몽
- 덴버 (영화)
- 크래프트 (영화)
- 닥터 모로의 DNA (1996년 영화)
- 아메리칸 히스토리 X
- 워터보이
- 올모스트 페이머스
- 듀스 와일드
- 돈 컴 노킹
- 악질경찰 (2009년 영화)
- 크래프트: 레거시

### 텔레비전
- 패밀리 가이
- 소프라노스
- 저스티스 리그 (애니메이션)
- 마스터즈 오브 호러
- 레이 도노반

### 비디오 게임
- 그랜드 테프트 오토: 바이스 시티